# General vânător de vrăjitoare
General vânător de vrăjitoare (titlu original: Witchfinder General, cunoscut și ca The Conqueror Worm) este un film de groază istoric din 1968 de Michael Reeves.

## Distribuție
- Vincent Price - Matthew Hopkins [5]
- Ian Ogilvy - Cornet Richard Marshall
- Hilary Dwyer - Sara Lowes
- Rupert Davies - John Lowes
- Robert Russell - John Stearne [6]
- Patrick Wymark - Oliver Cromwell
- Nicky Henson - Trooper Robert Swallow
- Wilfrid Brambell - Master Loach
- Tony Selby - Salter
- Bernard Kay - Fisherman
- Godfrey James - Webb
- Michael Beint - Captain Gordon
- John Treneman - Harcourt
- Bill Maxwell - Gifford
- Morris Jar - Paul
- Maggie Kimberly - Elizabeth
- Peter Haigh - Lavenham Magistrate
- Hira Talfrey - Hanged Woman
- Ann Tirard - Old Woman
- Peter Thomas - Farrier
- Edward Palmer - Shepherd
- David Webb - Jailer
- Lee Peters - Sergeant
- David Lyell - Footsoldier
- Alf Joint - Sentry
- Martin Terry - Hoxne Innkeeper
- Jack Lynn - Brandeston Innkeeper
- Beaufoy Milton - Priest
- Dennis Thorne și  Michael Segal - Villagers
- Toby Lennon - Old Man
- Margaret Nolan (ca - Maggie Nolan), Sally Douglas și Donna Reading - Inn Girls
- Derek Ware.[7]